# Menedemus van Eretria
Menedemus (Oudgrieks Μενέδημος / Menédēmos) was een wijsgeer en stichter van de Eretrische School.
Menedemus was de zoon van Clisthenes, geboren in Eretria op Euboea. Pas later als soldaat te Megara begon hij zich met filosofie in te laten. Daarom ging hij naar Athene, waar hij Plato en vooral ook Stilpo hoorde spreken.
Daarop gaf hij onderwijs in Eretria en nam daar belangrijke staatsambten waar. Onder verdenking zijn vaderstad aan Antigonus Gonatus, koning van Macedonië, te willen verraden, vluchtte hij tot bij Antigonus.
Hij stierf in de ouderdom van 74 jaar.
Geschriften heeft hij niet nagelaten, zodat zijn wijsbegeerte ook niet nader bekend is. Zijn levenswijze was eenvoudig, hij toonde een grote vastheid van karakter, zachte aard, vrijmoedigheid en trouw jegens zijn vrienden. Vlijtig hield hij zich bezig met Homerus, Aeschylus en Sophocles. Met Aratus, Lycophron en Antigonus stond hij in vriendschappelijk verkeer.

## Referentie
- art. Menedemus (1), in F. Lübker - trad. ed. J.D. Van Hoëvell, Classisch Woordenboek van Kunsten en Wetenschappen, Rotterdam, 1857, p. 601.